# Ceropegia swaziorum
Ceropegia swaziorum là một loài thực vật có hoa trong họ La bố ma. Loài này được D.V.Field mô tả khoa học đầu tiên năm 1982.